# Bhagwant Mann

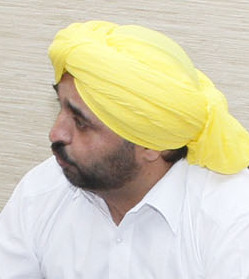
Shri Bhagwant Mann

Bhagwant Singh Mann (Panjabi ਭਗਵੰਤ ਸਿੰਘ ਮਾਨ; * 17. Oktober 1973 in Satauj, Distrikt Sangrur, Punjab) ist ein indischer ehemaliger Kleinkünstler und späterer Politiker. Seit dem 16. März 2022 ist er Chief Minister des Bundesstaats Punjab.

## Leben
Mann wurde als Sohn von Mohinder Singh und Harpal Kaur in eine Sikh-Familie im indischen Punjab geboren. Er besuchte das Shaheed Uddham Singh Government College im Ort Sunam in seinem Heimatdistrikt und begann ein Studium zum Erwerb eines Bachelor of Commerce, brach das Studium aber nach einem Jahr 1992 ab, um eine Laufbahn als Schauspieler einzuschlagen. Er produzierte u. a. verschiedene Kleinkunstprogramme (comedy-Videos, Musikalben) und wirkte in Panjabi-Filmen mit (u. a. Police in Pollywood 2014, 22G Tusi Ghaint Ho 2015). Auch durch seine Teilnahme an der TV-Show The Great Indian Laughter Challenge erlangte er weite Bekanntheit.
Im März 2011 wurde Mann politisch aktiv und schloss sich der neu gegründeten People’s Party of Punjab (PPP) an. Bei der Wahl zum Parlament des Punjab am 30. Januar 2012 kandidierte er im Wahlkreis 99-Lehra für die PPP, unterlag jedoch dem Gegenkandidaten der Kongresspartei. 2014 schloss sich Mann der Aam Aadmi Party (AAP) an und gewann bei der Parlamentswahl in Indien 2014 den Lok-Sabha-Wahlkreis 12-Sangrur. Danach war er als einer von vier AAP-Abgeordneten in der Lok Sabha aktiv und wirkte u. a. in den Parlamentsausschüssen für Personal, öffentliches Beschwerdewesen, Recht und Justiz sowie ländliche Entwicklung, Panchayati Raj, Trinkwasserversorgung und Abwasserentsorgung mit. Bei der indischen Parlamentswahl 2019 konnte er seinen Wahlkreis erneut gewinnen und gehörte dem Parlament bis zum 14. März 2022 an.
Im Vorfeld der Wahl zum Parlament des Punjab 2022 wurde Bhagwant Mann im Rahmen einer Online- und Telefonumfrage zum Spitzenkandidaten der AAP erkoren. Bei der Wahl am 20. Februar 2022 gewann die AAP mit nahezu vier Fünfteln der Wahlkreise eine große Mehrheit der Mandate. Am 16. März 2022 wurde Mann als neuer Chief Minister des Punjab an der Spitze einer AAP-Regierung vereidigt.